# Fort pancerny pomocniczy „Bielany”

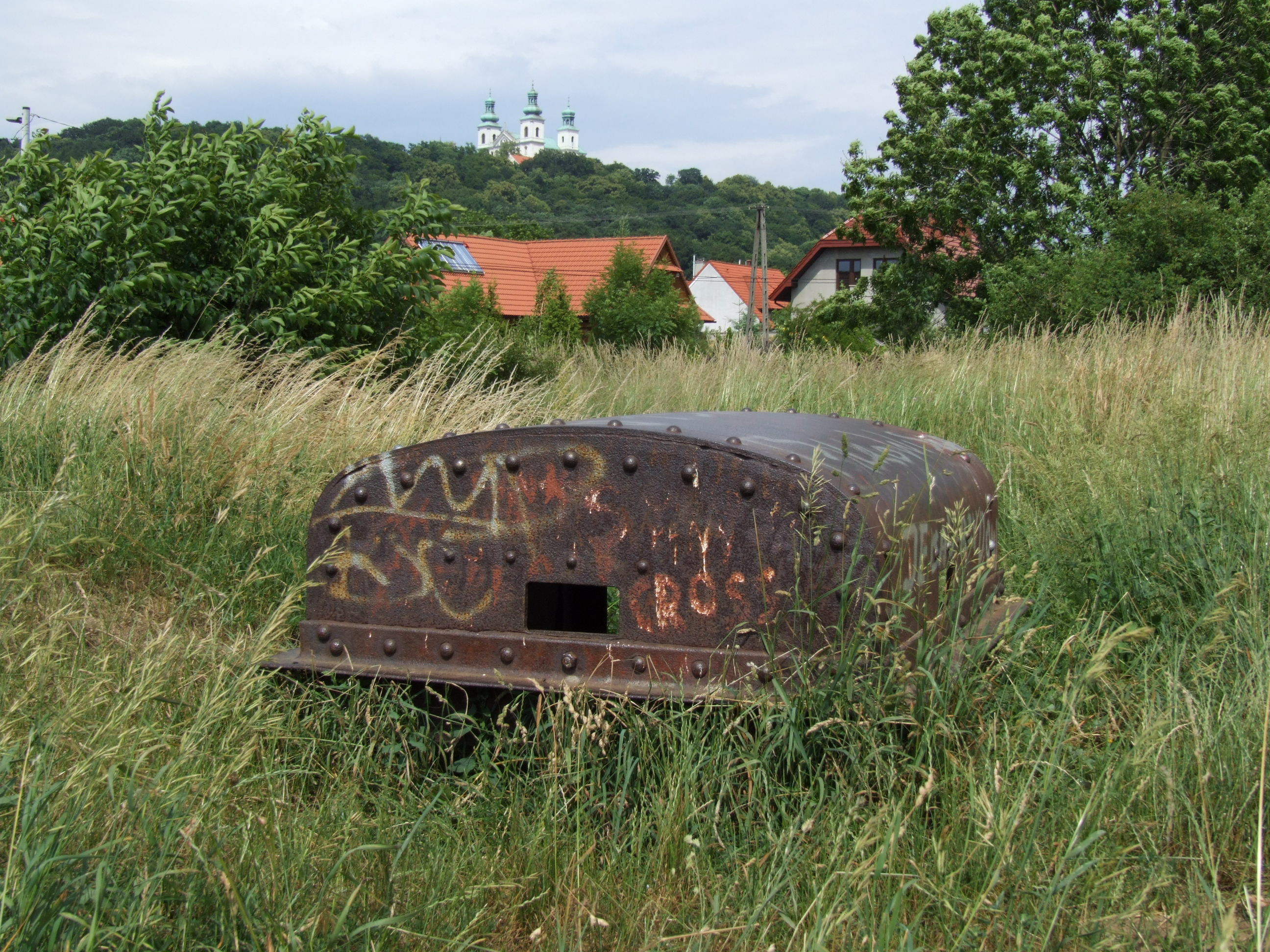
Pancerna osłona stanowiska obserwacyjnego

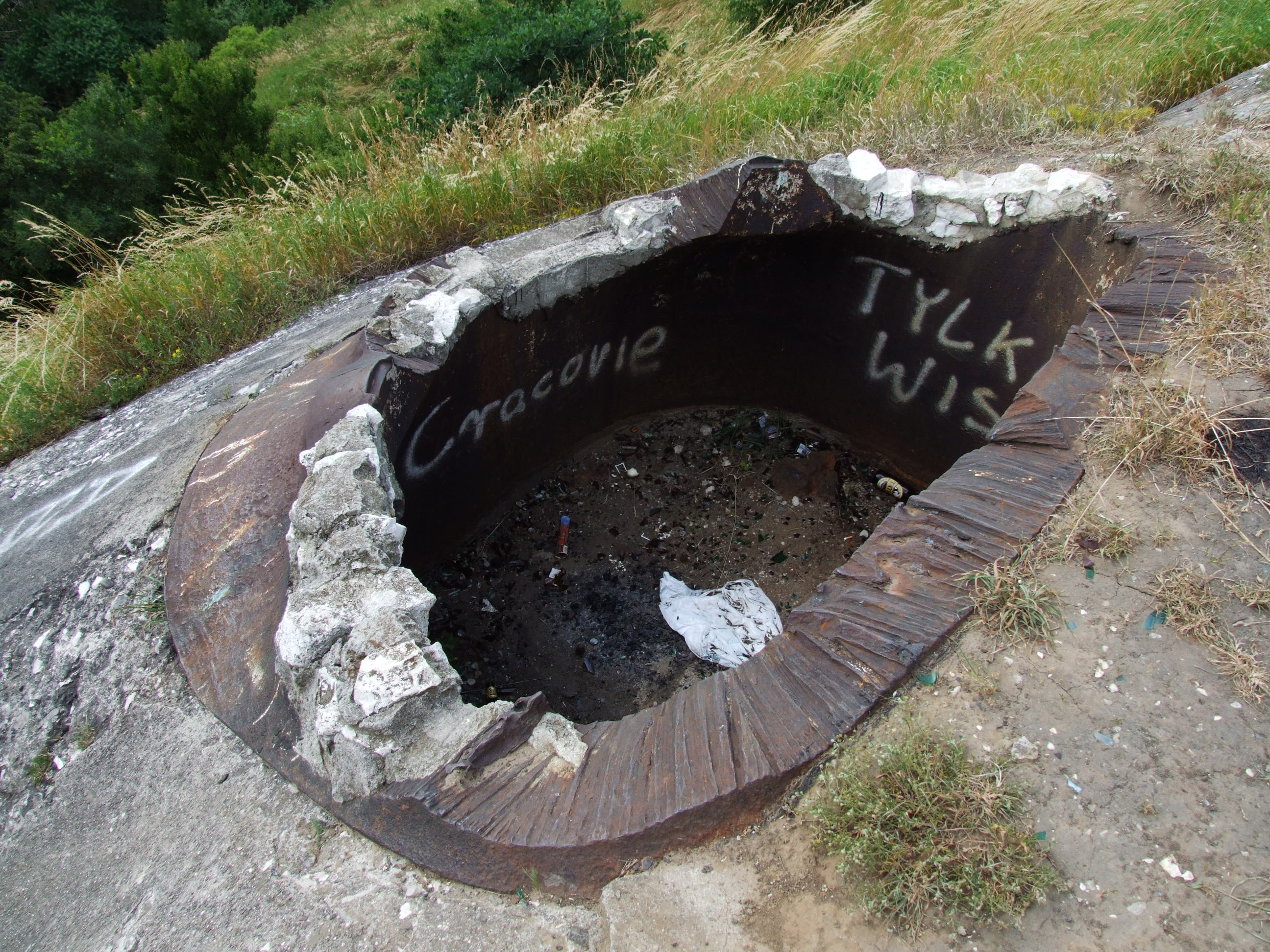
Zniszczona kopuła wieży pancernej

Fort „Bielany” („Krępak”) – jeden z fortów Twierdzy Kraków. Powstał w latach 1908–1912, jako ostatni obiekt fortów krakowskich. Nie zdążono przydzielić mu numeru. Wg. wykazu zabytków ma nr 34. Jest fortem pancernym typu rozproszonego.
Obiekty fortu „Bielany” tworzą trzy luźno rozrzucone zespoły: koszary szyjowe, nieistniejący już zespół baterii ciężkich dział oraz schron główny, z wałem piechoty na szczycie wzgórza i tradytorem z kopułą pancerną. W 1965 r. zniszczeniu uległa staliwna kopuła wieży pancernej tradytora, jednak zachowało się sporo oryginalnych elementów (drzwi, okiennice, osłona stanowiska obserwacyjnego).
Z fortu rozpościera się widok na dolinę Wisły po Piekary i Tyniec.

## Zespół dzieł obronnych
- Bateria FB 35 Srebrna Góra
- Bateria forteczna FB 36 Ostra Góra
- Bateria artyleryjska FB 37 Sowiniec

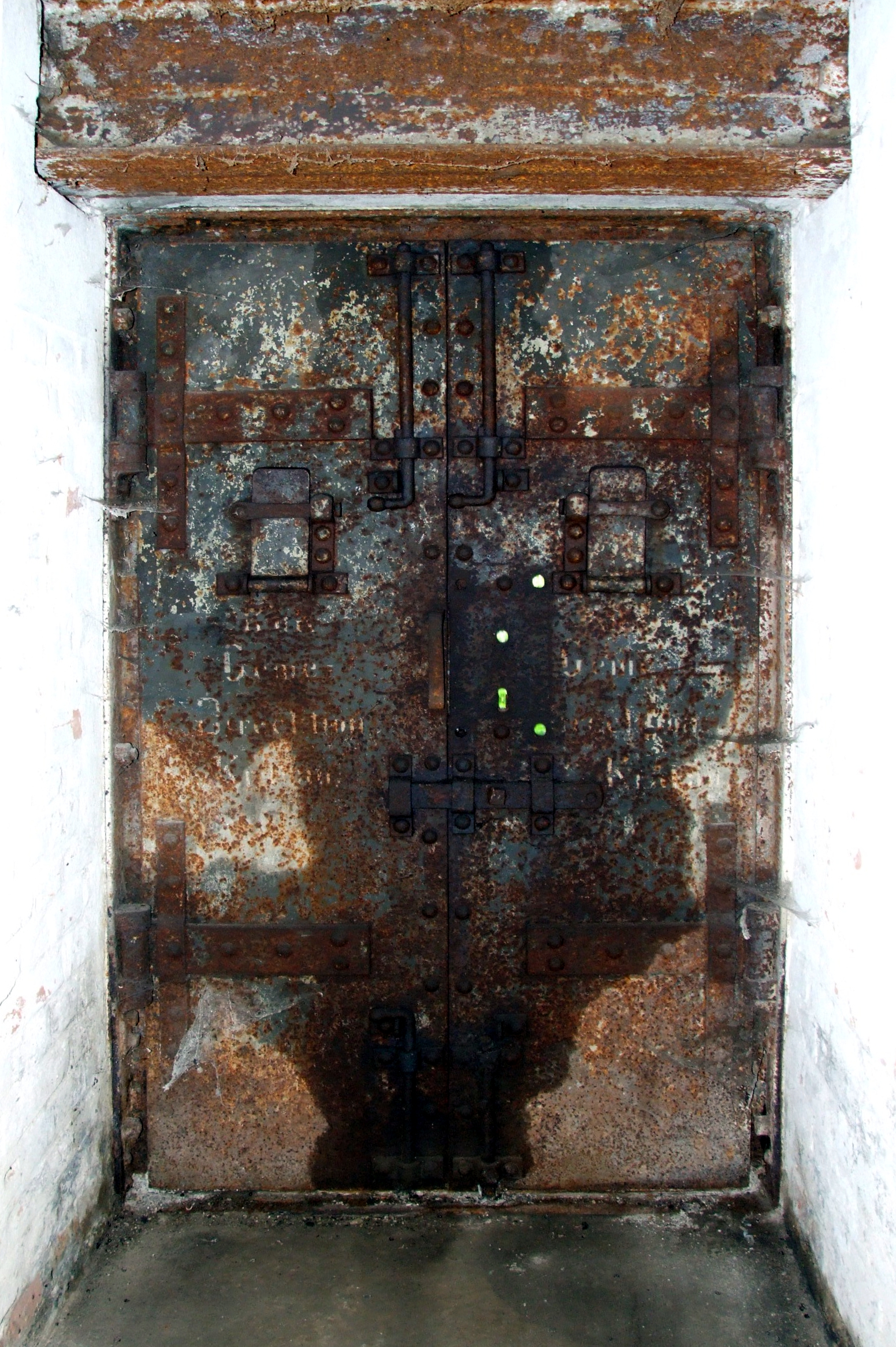
Oryginalne drzwi wewnątrz schronu bojowego z oryginalnymi napisami – K. u. K. Genie Direction Krakau

- Baterie FB 40
- Szaniec piechoty IS-III-1